# Ekologiska produkter

Ekomärket eller EU-lövet visar att en produkt har framställts ekologiskt

Ekologiska produkter eller ekoprodukter är ett begrepp inom Europeiska unionen (EU), syftande på produkter som odlats och förädlats enligt EU:s förordning för ekologisk produktion (förordning nr 2018/848). Begreppet ligger nära ekologisk mat, men omfattar fler kategorier av produkter. Reglerna för ekologiska produkter omfattar bland annat frön, sticklingar, levande och/eller obearbetade jordbruksprodukter och foder utöver livsmedel. Sedan EU började reglera produktionen av ekologiska varor så har fler och fler kategorier av produkter blivit reglerade. I en bilaga till förordningen inkluderas även olika salter, naturkork, bivax, råbomull, m.m. till varor som kan produceras ekologiskt. Produkter som kommer från jakt eller fiske inkluderas inte, däremot kan vilda växter inkluderas i regelverket beroende på hur de har plockats.
EU har tagit fram en särskild märkning för ekologiska produkter: ekomärket (även EU-lövet). Syftet är att göra det enklare för konsumenter att se vilka produkter som är ekologiska, samtidigt som det ska förenkla för producenter att sälja ekologiska produkter i hela EU. För att få använda märkningen ställs vissa krav. Det viktigaste kravet är att produkten ska innehålla minst 95% ekologiska ingredienser.